# Jak-Service-vlucht 9633
Jak-Service-vlucht 9633 was een chartervlucht op 7 september 2011 met bestemming Minsk die werd uitgevoerd door Jak-Service. Het toestel, een Jakovlev Jak-42, stortte neer bij het opstijgen van Tunoshna Airport in Jaroslavl. De vlucht werd uitgevoerd voor ijshockeyteam en stafleden van Lokomotiv Jaroslavl die op weg waren naar Dinamo Minsk voor een wedstrijd in de Kontinental Hockey League. In totaal had het toestel 37 inzittenden en 8 bemanningsleden. Er is geen METAR-informatie beschikbaar, maar het lokale weerstation meldde een zicht van meer dan 50 kilometer, gedeeltelijke bewolking en een noordelijke wind van 14 kilometer per uur.
Alleen de vleugelspeler Alexander Galimov en het bemanningslid Alexander Sizov overleefden het ongeluk en werden zwaargewond afgevoerd naar het ziekenhuis. Beiden waren voor 90% verbrand. Alexander Galimov bezweek enkele dagen later aan zijn verwondingen. De president van Rusland, Dmitri Medvedev, die op weg was naar Jaroslavl voor een politieke bijeenkomst, betuigde zijn medeleven aan de families van de inzittenden. Medvedev heeft de plaats van het ongeluk ook bezocht.

## Het toestel
Het toestel werd in 1993 in gebruik genomen door Tatarstan Airlines en later verkocht aan Jak-Service. Deze was de eigenaar van het toestel op het moment dat het verongelukte. Het toestel mocht niet meer in Europa vliegen, nadat het luchtwaardigheidstesten niet had doorstaan. Het is de negende Jak-42 die is neergestort.

## Het ongeval
Het toestel raakte, terwijl het aan het opstijgen was, een toren op de luchthaven Toenosjna. Het helde naar rechts, stortte in de Wolga en vloog in brand.

## Onderzoek
Russische autoriteiten hebben een onderzoek ingesteld naar het ongeval. Het bleek dat het ongeluk gebeurde door fouten van de piloten die onvoldoende getraind waren om met dit type toestel te vliegen.

## Mensen aan boord

### Team Lokomotiv Jaroslavl

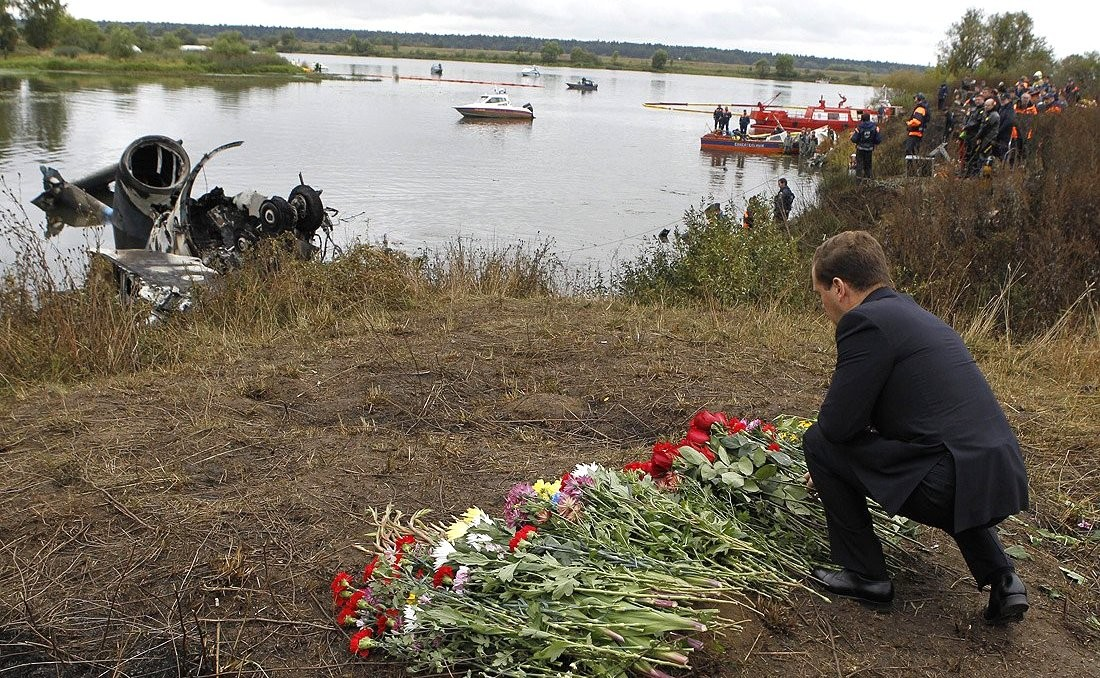
President Dmitri Medvedev legt bloemen bij de rampplek.

- Verdediger Vitaly Anikeyenko, 24, Oekraïne
- Verdediger Michail Balandin, 31, Rusland
- Middenvelder Pavol Demitra, 36, Slowakije
- Verdediger Robert Dietrich, 25, Duitsland
- Vleugelspeler Aleksandr Galimov, 26, Rusland (bevestigde overlevende,[8] op 12 september 2011 alsnog aan zijn verwondingen overleden[9])
- Verdediger Marat Kalimoelin, 23, Rusland
- Vleugelspeler Aleksandr Kaljanin, 23, Rusland
- Vleugelspeler Andrei Kirjoechin, 24, Rusland
- Middenvelder Nikita Kljoekin, 21, Rusland
- Keeper Stefan Liv, 30, Zweden
- Middenvelder Jan Marek, 31, Tsjechië
- Vleugelspeler Sergei Ostapchuk, 21, Wit-Rusland
- Verdediger Karel Rachůnek, 32, Tsjechië
- Verdediger Ruslan Salei, 36, Wit-Rusland
- Verdediger Maksim Sjoevalov, 18, Rusland
- Verdediger Kārlis Skrastiņš, 37, Letland
- Aanvaller Pavel Snurnitsyn, 19, Rusland
- Middenvelder Daniil Sobchenko, 20, Rusland
- Vleugelspeler Ivan Tkachenko, 31, Rusland
- Verdediger Pavel Trakhanov, 33, Rusland
- Middenvelder Gennadi Tsjoerilov, 24, Rusland
- Verdediger Yuri Urychev, 20, Rusland
- Middenvelder Josef Vašíček, 30, Tsjechië
- Vleugelspeler Aleksandr Vasjoenov, 23, Rusland
- Keeper Alexander Vyukhin, 38, Oekraïne
- Vleugelspeler Artem Yarchuk, 21, Rusland

### Staf Lokomitiv Jaroslavl
- Coach Brad McCrimmon, 52, Canada
- Assistent-coach Alexander Karpovtsev, 41, Rusland
- Assistent-coach Igor Korolev, 41, Rusland
- Video-analist Yuri Bakhvalov, Oekraïne
- Fysiotherapeut Aleksandr Belyayev, Oekraïne
- Fitness coach Nikolai Krivonosov, Wit-Rusland
- Fysiotherapeut Yevgeni Kunnov, Oekraïne
- Fysiotherapeut Vyacheslav Kuznetsov, Oekraïne
- Team begeleider Vladimir Piskunov, Oekraïne
- Analist Yevgeni Sidorov, Oekraïne
- Teamdokter Andrei Zimin, Oekraïne

### Bemanning
- Andrey Solomentsev - gezagvoerder
- Igor Zhivelov - co-piloot
- Sergy Zhuravlev - technicus
- Elena Sarmatova - stewardess
- Nadezhda Maksumova - stewardess
- Elena Shavina - stewardess
- Vladimir Matyushin - boordwerktuigkundige
- Alexander Sizov - boordwerktuigkundige (bevestigde overlevende)[10]